# Fontaine de l'Avril

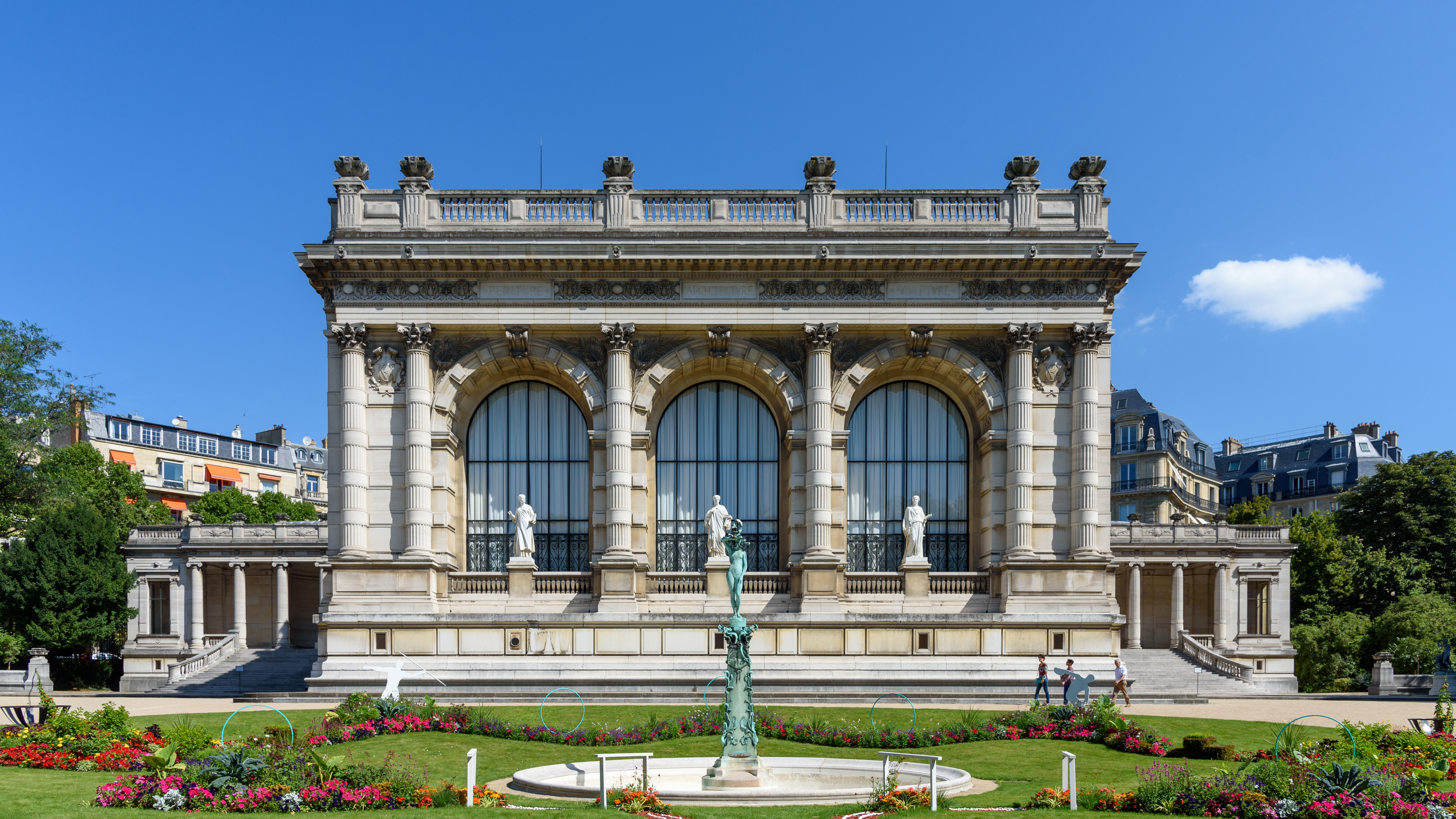
La fontaine et le palais Galliera.

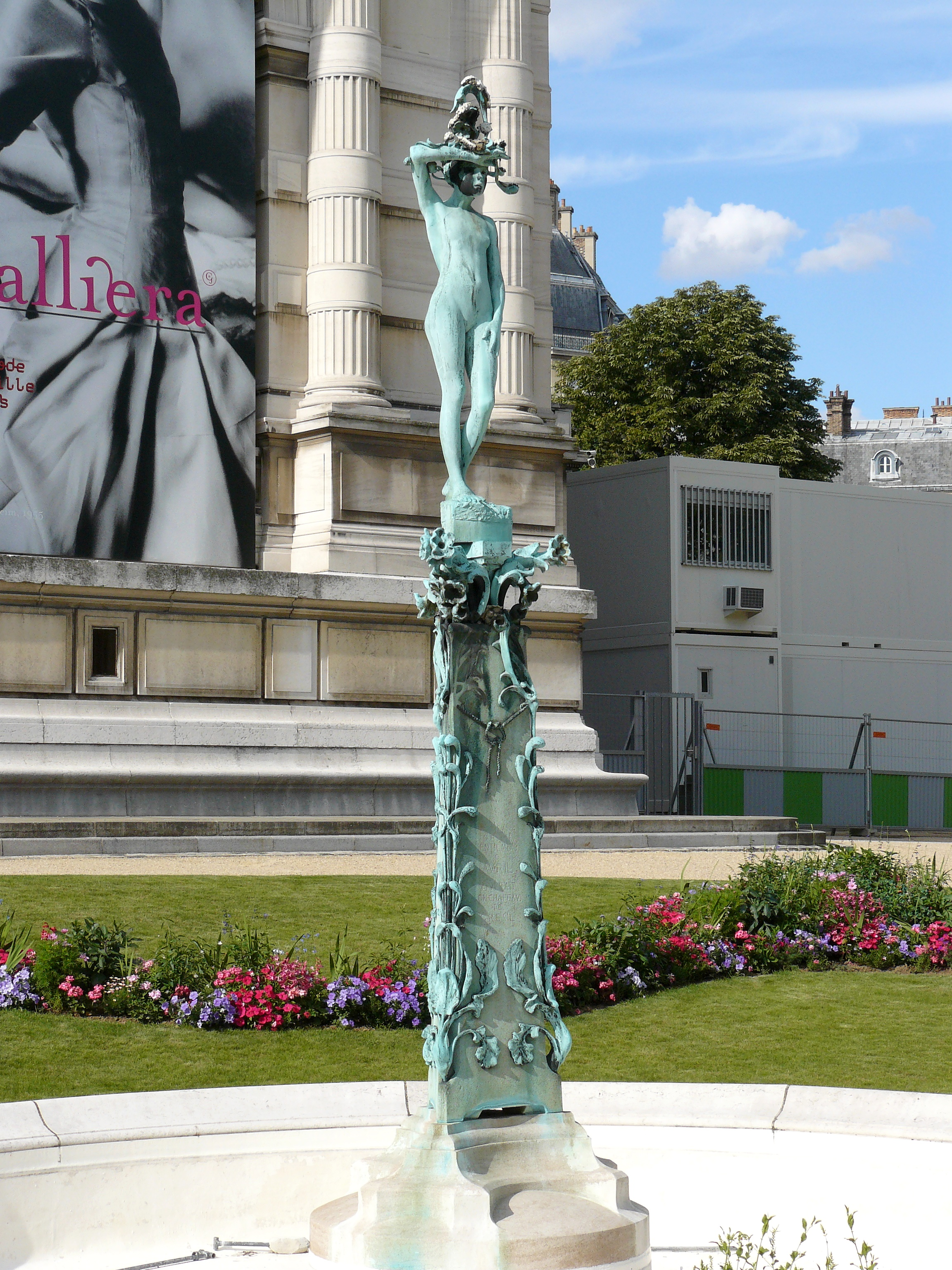
Détail de la statue de la fontaine.

La fontaine de l'Avril ou fontaine du musée Galliera est une fontaine située dans le square du Palais-Galliera dans le 16e arrondissement de Paris.

## Historique
À l'origine, le musée Galliera est un palais privé datant de la fin du XIXe siècle, lequel sera légué à la Ville de Paris. La fontaine est créée en 1906 par le sculpteur Pierre Roche (1855-1922).
Ce site est desservi par la station de métro Iéna.

## Description
La fontaine est composée d'un bassin circulaire en pierre orné en son centre d'une statue sur un pylône sculpté par Pierre Roche. Le pylône en bronze porte l'inscription : « Il est gentil le mois d'avril qui n'ait son chapeau au grésil ». Il supporte la statue en bronze d'une jeune femme nue portant sur la tête une couronne de fleurs. Le tout est représentatif du style Art nouveau.